# Лангвайлер (Кузель)
Лангвайлер (нім. Langweiler) — громада в Німеччині, розташована в землі Рейнланд-Пфальц. Входить до складу району Кузель. Складова частина об'єднання громад Лаутереккен-Вольфштайн.
Площа — 4,16 км2. Населення становить 225 ос. (станом на 31 грудня 2020).